# 黒沢翁満
黒沢 翁満（くろさわ おきなまろ、1795年（寛政7年）- 1859年5月21日（安政6年4月19日））は、江戸時代後期の国学者、歌人である。名は重札、号は葎居。通称は九蔵後に八左衛門。

## 経歴・人物
伊勢の桑名藩士の子として生まれる。幼年期より父から狂歌や和歌を学んだ。1807年（文化4年）に桑名藩士となり、その傍らで戯作や国学に興味を持ち学んだ。1823年（文政6年）に当時の藩主であった松平忠堯の命により、同藩の拠点が武蔵の忍（現在の埼玉県行田市）に移った。後に再度戯作や狂歌等滑稽な詩文について学び初め、山東京伝らと共に親交を持った。
しかし京伝の推薦により国学に転じ、本居宣長から学んだ。後に賀茂真淵の学問を参考に独学で学んだ。これにより、真淵を「道祖神」と称して毎朝毎晩彼を礼拝したともされている。翁満は後に国学以外にも随筆家として多くの著書を刊行した。後に再度大坂に移り、多くの門人を輩出した。なお翁満が著した著書は随筆や語学、作文等多くの種類に及んだ。没後は大阪府大阪市天王寺区口縄坂にある珊瑚寺に葬られた。

## 逸話
翁満は多くの趣味があり、酒豪であったと伝えられている。

## 主な著作物

### 主著
- 『葎居集』- 家集。前巻及び後巻からなる[2]。
- 『言霊のしるべ（指南）』[3]- 仮名遣いや係り結び、活用等の文法が多く掲載された著書。全2編3冊からなる。

### その他の著書
- 『神道学則』[4]
- 『万葉集大全』[4]
- 『藐古射泌言』- 読みは「はこやのひめこと」[4]。平安時代の頃の古文を参考にして作られている。